# Gmunden

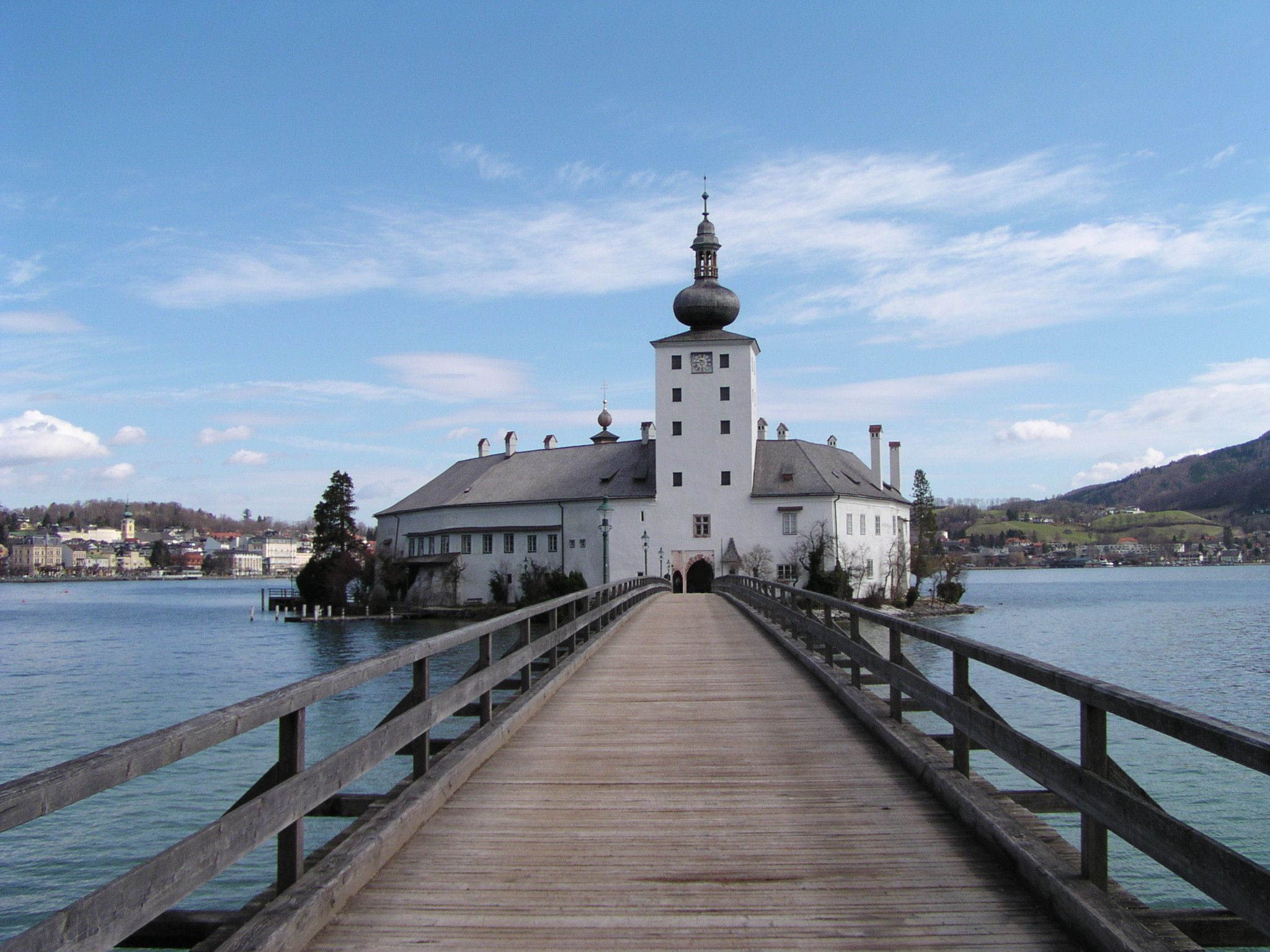
Schloss Ort

Gmunden és un poble de l'Alta Àustria, Àustria, al districte homònim. Té 13.015 habitants segons el cens del 2013.

## Geografia
Gmunden cobreix una superfície de 53,5 km², i té una alçada mitjana de 425 m. Està situat al costat del llac Traunsee del riu Traun.

## Història
Es té constància d'un assentament ja als voltants del segle V dC. El 1186 Gmunden estava fortificat amb muralles, tot i que no s'hi construí una església fins al 1300. El 1626 un exèrcit de camperols rebels fou completament derrotat a Gmunden pel general Pappenheim, que havia estat ordenat per Maximilià I de Baviera per a suprimir-la a l'Alta Àustria.
Gmunden ajudà amb hospitals als ferits de la Primera Guerra Mundial. Durant la Segona, una casa de maternitat de les SS s'hi localitzà "per a assegurar la puresa racial" d'acord amb els ideals nazis.

## Persones il·lustres
- Heinrich Schiff, hi nasqué.
- Alexandra de Hannover (gran duquessa de Mecklenburg-Schwerin), hi nasqué.
- Conchita Wurst, hi nasqué.
- Thomas Bernhard, hi morí.
- Jordi V de Hannover, s'hi exilià.
- Ernest August de Hannover (duc de Cumberland), s'hi exilià i morí.
- Thyra de Dinamarca, hi morí.
- Maria de Saxònia-Altenburg, hi visqué i morí.
- Frederic Francesc IV de Mecklenburg-Schwerin, s'hi casà.
- Margarida d'Àustria (duquessa de Württemberg), hi morí.
- Maria Antonieta de Borbó-Dues Sicílies (1814-1898), hi morí.